# Сара Леандер
Сара Леандер (швед. Zarah Leander, Zarah Stina Hedberg; по-німецьки вимовляється Цара Леандер)  — шведська акторка та співачка. Найбільш відома ролями «фатальних жінок» у кінофільмах студії UFA середини тридцятих років минулого століття.

## Життєпис
Народилася 15 березня 1907 року в Карлстадті, Швеція.
Хоч Сара займалася з дитинства грою на фортепіано і скрипці та виступала з піснями з шести років, спочатку Сара не думала про кар'єру акторки. Два роки після закінчення освіти вона працювала секретаркою, в 1926 році вийшла заміж за Нільса Леандра та народила двох дітей (в 1927 та 1929 роках). Того ж 1929 року її пісня «Чи хочете ви побачити зірку?» («Vill ni se en stjärna?») потрапила до фонотеки продюсера кабаре Ернста Рольфа. Протягом 1930 року вона виступила в чотирьох кабаре Стокгольму та взяла участь в записі пісні Марлен Дітріх «Falling in Love Again». Того ж року шлюб Цари та Нільса розпався.

## Кар'єра
З початку тридцятих Леандер виступає з піснями художника та музиканта Карла Герхарда, відомого своєю антинацистською позицією. Серед інших пісень в 1934 Сара виконала його пісню «I skuggan av en stövel» ('В тіні чобота'), в якій різко засуджувалась позиція нацистів стосовно євреїв.
В 1936 році Сара підписує контракт з найбільшою кіностудією Німеччини UFA, виявивши при цьому незламну волю до виконання своїх умов — зокрема щодо гонорару, половина якого мала виплачуватись шведськими кронами в банк Стокгольму, а також суттєвого впливу на вибір своїх ролей. Вона уникала спілкування з провідними членами партії НСДАП і ніколи не брала участі в партійних заходах, за що міністр пропаганди Геббельс назвав її «ворогом Німеччини». На одному приватному званому вечорі Сара випадково таки зустрілась з Геббельсом, який після знайомства іронічно запитав: «Сара, хіба це не єврейське ім'я?», на що отримав різку відповідь «Може бути. А як щодо імені „Йозеф“?». «Гм, гарна відповідь», тільки й зміг відповісти на це міністр пропаганди.
Завдяки своєму впливу на обрані ролі Леандер грала переважно сильних, незалежних, успішних жінок, які боролися з впливом патріархального, упередженого й догматичного суспільства. При цьому головні прибутки Цари надходили не від кіноролей, а від пісень, зокрема «Davon geht die Welt nicht unter» ('Це не кінець світу') та «Ich weiß, es wird einmal ein Wunder gescheh'n» ('Я знаю, колись трапиться диво') випущені в 1942 році, були чи не найпопулярнішими, як зараз кажуть, хітами всієї Європи.
1943 рік став останнім роком роботи Цари в Німеччині — через проблеми на фронті нацистська партія намагалась притягнути до пропаганди всіх акторів, тож після постійних відмов вступити до лав НСДАП Леандер розриває контракт і повертається до Швеції, де незадовго до цього купила будинок в передмісті Стокгольму. Після закінчення війни Цара брала участь в кількох фільмах, виступала в театрі та виконувала пісні, але вже більше ніколи її популярність не сягала «довоєнного» рівня.
В 1981 році, наступного дня після свого виступу на сцені театру, Сара померла від інсульту.

## Фільмографія

### Фільми
| Рік  | Назва                         | Оригінальна назва                | Роль                            | Примітка |
| ---- | ----------------------------- | -------------------------------- | ------------------------------- | -------- |
| 1931 | Загадки Данте                 | Dantes Mysterier                 | Співочий Демон                  |          |
| 1931 | Фальшивий мільйонер           | Falska millionären               | Маргаріта Лебон                 |          |
| 1935 | Скандал                       | Äktenskapsleken                  | Тора Діідікен                   |          |
| 1937 | До нових берегів              | Zu neuen Ufern                   | Глорія Вейн                     |          |
| 1937 | Прем'єра                      | Premiere                         | Кармен Девьйо                   |          |
| 1937 | Хабанера                      | La Habanera                      | Астрі Стернхельм                |          |
| 1938 | Вітчизна                      | Heimat                           | Магда фон Шварц                 |          |
| 1938 | Чорнобурка                    | Der Blaufuchs                    | Ілона Паулюс                    |          |
| 1939 | Мона Ліза                     | Mona Lisa                        | Мона Ліза                       |          |
| 1939 | Посеред гамірного балу        | Es war eine rauschende Ballnacht | Катерина Олександрівна Муракіна |          |
| 1939 | Пісня пустелі                 | Das Lied der Wüste               | Грейс Колінз                    |          |
| 1940 | Серце королеви                | Das Herz der Königin             | Марія, королева Шотландська     |          |
| 1941 | Шлях на волю                  | Der Weg ins Freie                | Антонія Корвелі                 |          |
| 1942 | Велике кохання                | Die große Liebe                  | Ханна Хольберг                  |          |
| 1943 | Тоді                          | Damals                           | Вєра Мейнерс                    |          |
| 1950 | Габріела                      | Gabriela                         | Габріела                        |          |
| 1952 | Куба Кабана                   | Cuba Cabana                      | Арабелла                        |          |
| 1953 | Аве Марія                     | Ave Maria                        | Марія Талланд                   |          |
| 1954 | З тобою було завжди так добре | Bei Dir war es immer so schön    | Зірка                           |          |
| 1959 | Блакитний метелик             | Der blaue Nachtfalter            | Джулія Мартенс                  |          |